# Sternodromia
Sternodromia is een geslacht van kreeftachtigen uit de klasse van de Malacostraca (hogere kreeftachtigen).

## Soorten
- Sternodromia monodi (Forest & Guinot, 1966)
- Sternodromia spinirostris (Miers, 1881)